# Meijō-Universität

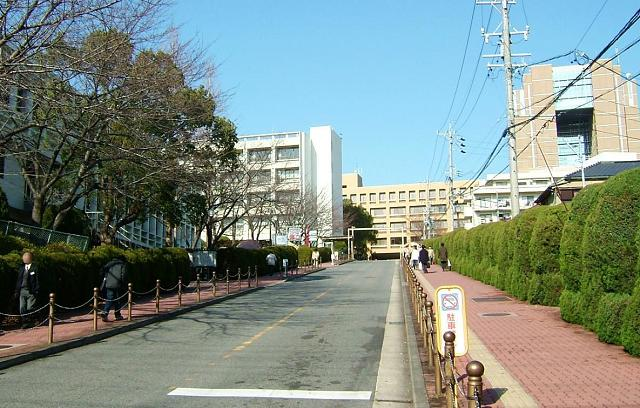
Tempaku-Campus

Die Meijō-Universität (jap. 名城大学, Meijō daigaku) ist eine private Universität in Japan. Der Hauptcampus liegt in Tempaku-ku, Nagoya in der Präfektur Aichi.

## Geschichte
Gegründet wurde die Universität 1926 vom Physiker Juichi Tanaka (田中 壽一, 1886–1960) als Akademie für Natur- und Ingenieurwissenschaften Nagoya (名古屋高等理工科講習所, Nagoya kōtō rikōka kōshūjo). Die Akademie wurde 1928 in Höhere Schule für Natur- und Ingenieurwissenschaften Nagoya umbenannt und entwickelte sich 1947 zur Fachschule Nagoya (名古屋専門学校, Nagoya semmon gakkō) mit zwei Abteilungen (Angewandte Physik und Mathematik). Sie fügte später zwei Abteilungen hinzu: Rechts- und Politikwissenschaft sowie Handelswissenschaft.
1949 entwickelte die Fachhochschule sich zur Meijō-Universität nach dem japanischen neuen Bildungssystem. Sie wurde nur mit der handelswissenschaftlichen Fakultät eröffnet. 1950 fügte sie drei Fakultäten hinzu: Rechts- und Handelswissenschaft, Natur- und Ingenieurwissenschaften, und Agrarwissenschaft. 1954 wurde die pharmazeutische Fakultät und die Graduate School (Masterstudiengänge) gegründet. 1967 zogen die Fakultäten (außer Pharmazie) in den Tempaku-Campus um. Seit 1969 werden „Doktorkurse“ angeboten.

## Fakultäten
- Tempaku-Campus (in Tempaku-ku, Nagoya, 35° 8′ 7,5″ N, 136° 58′ 30,3″ OKoordinaten: 35° 8′ 7,5″ N, 136° 58′ 30,3″ O)
  - Rechtswissenschaft
  - Betriebswirtschaftslehre
  - Volkswirtschaftslehre
  - Humanwissenschaft
  - Natur- und Ingenieurwissenschaften
  - Agrarwissenschaft
- Yagoto-Campus (in Tempaku-ku, Nagoya, 35° 8′ 13,6″ N, 136° 58′ 3,8″ O)
  - Pharmazie
- Kani-Campus (in Kani, Präfektur Gifu, 35° 24′ 41,6″ N, 137° 0′ 48,1″ O)
  - Urban Science (jap. 都市情報学部)